# Omonia Aradipu
Omonia Aradipu (nowogr. Ομόνοια Αραδίππου) – cypryjski klub piłkarski mający swoją siedzibę w Aradipu. Występuje w Protathlima A’ Kategorias, najwyższym szczeblu piłkarskim na Cyprze.
Oprócz sekcji sportowej stowarzyszenie „Omonia” ma również sekcję kulturalno-folklorystyczną.

## Historia
Stowarzyszenie „Omonia” zostało założone w Aradipu 4 lipca 1929. W sezonie 1977/1978 zajęli pierwsze miejsce w Protathlima B’ Kategorias i awansowali do Protathlima A’ Kategorias. W debiutanckim sezonie zajęli 11 miejsce. Z najwyższej ligi spadli po sezonie 1984/1985, zajmując przedostatnie trzynaste miejsce. Awans do niej wywalczyli już w sezonie 1985/1986, spadając ponownie w sezonie 1986/1987. W następnym sezonie także wywalczyli awans, również spadając po roku gry w cypryjskiej ekstraklasie. Wrócili do niej w sezonie 1991/1992, zajmując wtedy ostatnie miejsce co poskutkowało powrotem do Protathlima B’ Kategorias. Wygrali w niej następne rozgrywki dzięki czemu awansowali do Protathlima A’ Kategorias. Grali tam do sezonu 1995/1996 kiedy to zajęli ostatnie miejsce spadając poziom niżej. Do Protathlima A’ Kategorias ponownie powrócili na sezon 2024/2025.

## Stadion
Omonia Aradipu rozgrywa swoje mecze na Stadionie Miejskim w Aradipu. W sezonie 2024/2025 występować będą jednak na Stadionie im. Andonisa Papadopulosa (Larnaka), gdyż obiekt w Aradipu wymaga modernizacji.

## Skład
Stan na 6 sierpnia 2024
| Nr | Poz. | Piłkarz                |
| -- | ---- | ---------------------- |
| 7  | NA   | Jorjos Pontikos        |
| 8  | NA   | Elefterios Sikis       |
| 9  | NA   | Serjos Awram (kapitan) |
| 10 | PO   | Konstandinos Anastasiu |
| 11 | NA   | Karim Mekkaoui         |
| 14 | OB   | Jérôme Guihoata        |
| 16 | OB   | Hristian Foti          |
| 17 | OB   | Andreas Sikis          |
| 18 | PO   | Jeorjos Christodulu    |
| 20 | PO   | Niko Havelka           |
| 21 | OB   | Wangelis Tsiamis       |
| 22 | BR   | Lukas Saka             |
| 26 | NA   | Konstandinos Antimu    |
| 28 | NA   | Kiriakos Stawru        |
| 33 | OB   | Aleksandros Teocharus  |
| 39 | PO   | Christos Kalis         |

| Nr | Poz. | Piłkarz                                    |
| -- | ---- | ------------------------------------------ |
| 77 | PO   | Stawros Gialuridis                         |
| 88 | BR   | Jorjos Papacharalampus                     |
| 92 | NA   | Joanis Ksydias                             |
|    | BR   | Giorgi Loria                               |
|    | BR   | Pawlos Papadopulos                         |
|    | OB   | Gabriel Almeida                            |
|    | OB   | Spiros Andru                               |
|    | OB   | João Sidónio                               |
|    | PO   | Stéphane Badji                             |
|    | PO   | Stylianos Wrontis (wypożyczony z APOEL FC) |
|    | NA   | Lucas Andrey                               |
|    | NA   | Mika Borges                                |
|    | NA   | Morgan Ferrier                             |
|    | NA   | Rayan Khan                                 |
|    | NA   | Nikolas Kutsakos (wypożyczony z APOEL FC)  |
|    | NA   | Patrick Valverde                           |

## Sukcesy
- Protathlima B’ Kategorias (3x): 1977/1978, 1992/1993, 2023/2024